# Izmjenični motor
Izmjenični motor ili motor za izmjenične struje može biti asinkron i sinkron. 

## Izmjenični asinkroni ili indukcijski motor
Izmjenični asinkroni ili indukcijski motor, koji se napaja iz mreže izmjeničnoga trofaznog ili jednofaznog napona, najviše se koristi u industrijskim postrojenjima. Takav motor izveden za priključak na jednofaznu mrežu služi i u manjim uređajima, na primjer u radioničkim, laboratorijskim i kućanskim uređajima (crpke, perilice rublja i posuđa, hladnjaci). U asinkronome motoru okretno se magnetsko polje stvara prolaskom trofazne struje kroz trofazne namote smještene na statoru. Ono se može stvoriti i priključkom motora na jednofaznu mrežu, ako se dva fazna namota prostorno pomaknu za prikladan kut i ako se u jedan namot doda električni kondenzator, kojim se ostvari fazni pomak među strujama kojima se napajaju ta dva namota (kondenzatorski motor). Nastalo okretno statorsko magnetsko polje inducira u rotorskim vodičima napone i struje koje stvaraju svoje okretno magnetsko polje. Međudjelovanjem tih dvaju polja stvaraju se elektromagnetske sile i zakretni momenti uzrokuju vrtnju rotora. Te sile i momenti postoje samo dotle dok silnice okretnoga polja sijeku električne vodiče rotora, a nestale bi onoga časa kada bi se brzine rotora i okretnoga polja izjednačile (sinkrona brzina), to jest kada bi nestalo relativnoga gibanja vodiča rotora prema okretnome polju, pa prema tome i induciranih napona i struja u rotorskim vodičima. Za ispravan rad takva motora nužno je da brzina vrtnje rotora bude neznatno manja od sinkrone brzine (takozvano klizanje rotora), pa odatle naziv asinkroni motor.
Kavezni motor je najčešće upotrebljavana vrsta asinkronoga motora nazvan prema rotorskom namotu koji se sastoji od neizoliranih, najčešće aluminijskih vodiča simetrično raspoređenih po obodu željezne jezgre rotora i kratko spojenih na oba kraja, što nalikuje kavezu ili krletki. Takav motor ima najveću primjenu u industriji jer u njegov rotor ne moramo dovoditi nikakvu struju, pa nisu potrebne ni četkice mi kolektor. Da bi se spriječilo njegovo preveliko zagrijavanje, na osovini rotora nalazi se ventilator. Sinkroni i asinkroni motori vrlo su jednostavni po konstrukciji, a time i jeftiniji od ostalih motora. I to osobito asinkroni motor, koji nema kolektora ni kliznih koluta.
Velika je zasluga Nikole Tesle da je otkrio rotacijsko magnetsko polje pomoću kojeg je omogućio konstrukciju asinkronog motora. Rotacijsko magnetsko polje, to jest magnetsko polje se vrti, možemo proizvesti s najmanje dvije izmjenične struje koje su pomaknute u fazi. Nalazi li se u tom rotacijskom magnetskom polju šupalj bakreni valjak, magnetske silnice će ga u vrtnji sjeći, i u njemu će se inducirati električna struja. Magnetsko polje će djelovati na tu struju tako da će se valjak okretati u istom smjeru kojem se vrti magnetsko polje. U praksi se proizvodi rotirajuće magnetsko polje pomoću trofazne struje, a rotor je izrađen iz bakrenih ili aluminijskih štapova, međusobno izoliranih, koji su na krajevima kratko spojeni prstenima. Kako takav rotor izgleda kao kavez, zove se i kavezni rotor.

### Sinkroni motor
Sinkroni motor ne razlikuje se u izvedbi statora od asinkronoga, ali su na rotoru ugrađeni trajni magneti ili je rotorski namot napajan istosmjernom strujom iz posebnog izvora. Takav će se rotor vrtjeti sinkrono s okretnim poljem stvorenim višefaznim statorskim strujama. Brzina vrtnje sinkronoga motora proporcionalna je frekvenciji u mreži na koju je motor priključen, a kako je ta frekvencija stalna, stalna je i brzina vrtnje bez obzira na opterećenost motora. Prednost je sinkronoga motora prema asinkronomu što ne opterećuje mrežu jalovim strujama za svoje magnetiziranje, čak može davati jalovu struju u mrežu. Međutim, nedostatak mu je što pri svakom uključivanju na električnu mrežu njegovu brzinu vrtnje treba približiti sinkronoj brzini, bilo malim pomoćnim motorom bilo u asinkronom radu, a zatim je sinkronizirati.
Generator izmjenične struje može također poslužiti i kao motor, samo namotaj statora treba priključiti na izvor izmjenične struje, a namotaj rotora na izvor istosmjerne struje. Kako magneti na rotoru imaju stalne polove, dok se polovi statora mijenjaju kao i izmjenična struja, to se rotor mora okretati istom kutnom brzinom kolika je i frekvencija izmjenične struje. Zbog toga se on zove sinkroni motor. Ako se na primjer južni pol rotora između suprotnih polova statora, rotor će nastojati da se okrene prema sjevernom polu statora. Tu bi on stao kad se u istom trenutku ne bi promijenio smjer struje u statoru, te od sjevernog pola statora nastao južni pol. Zato se sinkroni motor ne može sam pokrenuti, jer kako se smjer struje u statoru brzo mijenja, tako se mijenja i smjer zakretnog momenta kojim magnetsko polje statora djeluje na rotor. Kod pokretanja mora biti odmah postignut sinkronizacija (istovremenost) između brzine rotora i frekvencije izmjenične struje da se motor može okretati. Zato se pokretanje vrši rukom kod malih motora ili pomoćnim motorom kod većih strojeva. Ako bi zbog opterećenja takav motor zaostao u brzini, izgubio bi sinkronizam i stao. Stoga se takvi motori ne mogu upotrijebiti tamo gdje se opterećenja mijenjaju.

## Univerzalni motor
Univerzalni motor sadrži komutator i zato može biti priključen na istosmjernu ili izmjeničnu mrežu. Na istosmjernome naponu radi kao serijski istosmjerni motor, a na izmjeničnome naponu smjerovi magnetiziranja uzbudnog i armaturnog namota istodobno se mijenjaju u ritmu frekvencije izmjenične mreže, čime se ostvaruju uvjeti za motorski rad. Zbog svoje univerzalnosti prikladan je za primjenu u laboratorijskim, radioničkim i kućanskim aparatima (razni električni alati, bušilice, miješalice, mlinovi, usisivači, sušila i slično).